# Библиотека Цельса
Библиотека Цельса — древнеримская библиотека в Эфесе, построенная во время правления императора Адриана в период с 114 по 135 гг. в честь Тиберия Юлия Цельса (Tiberius Iulius Celsus Polemaeanus) его сыном, Тиберием Юлием Аквилой, консулом 110 года. В библиотеке хранилось почти 12 000 свитков, распределённых по нишам в стенах, на полках и в мебели.

## История
Строительство началось в 114 году и было завершено в промежутке между 117 и 135 гг. уже наследником Аквилы, который завещал большую сумму средств на приобретение книг и содержание библиотеки.
Цельс был очень образованным человеком своего времени и многое сделал для возглавляемой провинции, поэтому, несмотря на свойственный римским традициям запрет на захоронение людей в черте города, было решено поместить его саркофаг в библиотеке.
Саркофаг помещался в склепе под центральной нишей читального зала, был вырезан из мрамора и украшен барельефом, изображающем Эрота. Во время раскопок 1904 г. крышку саркофага открыли и обнаружили скелет Цельса запертым во втором саркофаге из свинца, который был помещен внутри первого.
Во второй половине III столетия во время нашествия готов внутренняя часть здания вместе со всеми книгами была разрушена пожаром, который, однако, пощадил фасад здания. Библиотека Цельса — вторая по величине библиотека Древнего Мира (после Александрийской библиотеки).

## Описание строения
После выполненной в 1970—1978 гг. реконструкции методом анастилоза двухъярусный фасад библиотеки получил вид театральной декорации. В реконструированном виде имеет длину 21 метр и высоту 16 метров.
В нишах, между колонн нижнего яруса расположены четыре женские скульптуры, символизирующие Премудрость, Добродетель, Мысль и Познание. Мраморные оригиналы статуй хранятся в Эфесском музее г. Вены, а на месте установлены их гипсовые копии.
Колонны нижнего яруса, которые стоят на подиуме центральной лестницы из девяти ступеней, сгруппированы попарно в четыре ряда и увенчаны коринфскими капителями. Колонны верхнего яруса имеют меньшие размеры.
Треугольные и полукруглые тимпаны венчают колонны трёх центральных пар. На нижнем этаже за сценично оформленною колоннадой видны три портала в обрамлении тончайшего орнамента, имитирующего рельефный фриз. Над порталами находятся три огромных проёма окон.

## Библиотека после реставрации
- Вид на библиотеку с улицы Куретов
- Ворота Мазея и Митридата, построенные в честь императора Августа. 40 г. н. э.